# 자주아로니아
자주아로니아(紫朱aronia, 학명: Aronia × prunifolia 아로니아 프루니폴리아[*])는 장미과의 관목이다. 붉은아로니아(A. arbutifolia)와 검은아로니아(A. melanocarpa)의 자연 잡종이며, 미국과 캐나다 등 북아메리카 지역에 분포한다.
열매는 아로니아(초크베리)의 하나로, 퍼플초크베리(purple chokeberry)라는 영어 이름으로도 알려져 있다.